# 艾塞克斯縣 (佛蒙特州)
艾塞克斯縣（英語：Essex County）是美国佛蒙特州東北部的一個縣，東與新罕布什尔州為鄰，北界加拿大魁北克省，面積1,745平方公里。根據2020年美國人口普查，共有人口5,920人。縣治吉尔德霍尔。該縣成立於1800年，縣名來自英国的埃塞克斯郡。